# Шолезард
Шолезард (перс. شله‌زرد‎ /ʃoʔleː zærd/) — традиционный иранский десерт из рисового пудинга с шафраном.
Его традиционно подают по случаю таких праздников, как Рамазан. Часто обещают приготовить его для исполнения желания, а когда оно сбывается, его раздают другим.

## Ингредиенты
Шолезард готовится из риса, сваренного на воде, и приправляется шафраном, сахаром, розовой водой, маслом, корицей и кардамоном. Обычно его украшают корицей, миндалём, бутонами роз и фисташками.